# Biarritz (Uruguay)
Biarritz ist eine Ortschaft in Uruguay.

## Geographie
Biarritz befindet sich auf dem Gebiet des Departamento Canelones in dessen Sektor 8. Sie liegt an der Küste des Río de la Plata zwischen dem östlich angrenzenden Cuchilla Alta und dem Arroyo de la Coronilla, der im Westen die Ortsgrenze zum Nachbarort Santa Lucía del Este bildet. Unmittelbar nördlich von Biarritz fließt der Arroyo Junquito, ein linksseitiger Nebenfluss des Arroyo de la Coronilla. Im ferneren Hinterland sind die Orte Piedras de Afilar und Capilla de Cella gelegen.

## Infrastruktur
Der Ort liegt an der Ruta Interbalnearia an deren Kilometerpunkt 72.

## Einwohner
Die Einwohnerzahl von Biarritz beträgt 57 (Stand: 2011).
| Jahr | Einwohner |
| ---- | --------- |
| 1963 | 14        |
| 1975 | 6         |
| 1985 | 13        |
| 1996 | 20        |
| 2004 | 27        |
| 2011 | 57        |

Quelle: Instituto Nacional de Estadística de Uruguay